# Aldo Rosselli
Aldo Rosselli (Firenze, 22 dicembre 1934 – Roma, 2 ottobre 2013) è stato uno scrittore italiano.

## Biografia
Figlio di Nello, si avvicinò alla letteratura negli anni '50 come socio fondatore, con Roberto Lerici, dell'omonima casa editrice. Negli anni '60 iniziò una lunga carriera letteraria, come traduttore di autori come Colin Wilson, David Irving, William Carlos Williams, poi come autore di narrativa e saggistica , con opere che gli valsero due "cinquine" nel Premio Strega (1971 e 1984), il Premio nazionale letterario Pisa nel 1984, il Premio internazionale Sileno d'oro nel 1996. Lavorò anche come sceneggiatore per gli sceneggiati RAI L'assassinio dei fratelli Rosselli e Le cinque stagioni. Nel 1988 fu tra i fondatori della Fondazione Rosselli.

## Premi e riconoscimenti
- Nel 1978 ha ricevuto il Premio Sila sezione narrativa per La trasformazione.[2]

## Opere principali
- Il megalomane, Firenze, Vallecchi, 1964
- Ottoz, Milano, Mondadori, 1968 [3]
- Professione: mitomane, Firenze, Vallecchi, 1971
- Episodi di guerriglia urbana, Padova, Marsilio, 1972
- La trasformazione, Roma, Cooperativa scrittori, 1977
- Zefiro, Milano, Rizzoli, 1982
- La famiglia Rosselli: una tragedia italiana, presentazione di Sandro Pertini, prefazione di Alberto Moravia, Milano, Bompiani, 1983 [4]
- A pranzo con Lukács, Roma, Theoria, 1986
- Il naufragio dell'Andrea Doria, Milano, Bompiani, 1987
- L' apparizione di Elsie, Roma, Theoria, 1989 (portato a teatro da Ulderico Pesce)
- La mia America e la tua, Roma, Theoria, 1995